# Balázsd
Balázsd románul: Blajova, falu Romániában, a Bánságban, Temes megyében.

## Fekvése
Temesvártól délkeletre, a Temesbe ömlő Pogányos patak jobb partján, Temesberény és Niczkyfalva közt fekvő település.

## Története
Balázsfalva nevét 1410-ben említette először oklevél Balasfalwa néven, mint a Dobozi Dánfi család dobozi uradalmához tartozó települést.
1462-ben Balasfalua, 1717-ben Blaschevo, 1761-ben Plaschova, Blazsova, 1808-ban Blásova, Blaxova, 1888-ban Balázsfalva (Blazsova), 1913-ban Balázsd formában volt említve.
1471-ben Balyasfalva-val együtt, mint a Lugos melletti Hodos kastély tartozékát említették, 1488-ban pedig Czikó Vásárhely tartozékaként szerepelt és Haraszthy Ferenc szörényi báné volt.
Az 1717 évi jegyzékben Blaschevo néven, 40 házzal volt említve. Az 1723-1725 között Mercy térképén, valamint az 1761 évi térképeken Plaschova néven, majd Blazsova alakban fordult elő.
1801-ben a kincstártól Balázsfalvi Kiss Pál és Mihály vették meg, de 1803-ban már Losonczi Gyürky Pál, majd báró Sédeni Ambrózy István birtoka volt. A Gyürky-féle birtokrész Gyürky Euláliára gróf Almássy Edmundnéra szállt, kitől 1876-ban Vargics Imre vásárolta meg. Az Ambrózy-féle birtokrész báró Salvadori Ferencné báró Ambrózy Stefanie birtoka volt, kitől 1885-ben Wettel Ferenc szerezte meg. A községbeli úrilakot is Wettel Ferenc építtette 1893-ban.
A trianoni békeszerződés előtt Temes vármegye Buziásfürdői járásához tartozott.
1910-ben 509 lakosából 22 magyar, 15 német, 15 szlovák, 456 román volt. Ebből 26 római katolikus, 24 evangélikus, 454 görög keleti ortodox volt.

## Nevezetességek
- Görög keleti temploma - 1876-ban épült.

## Források

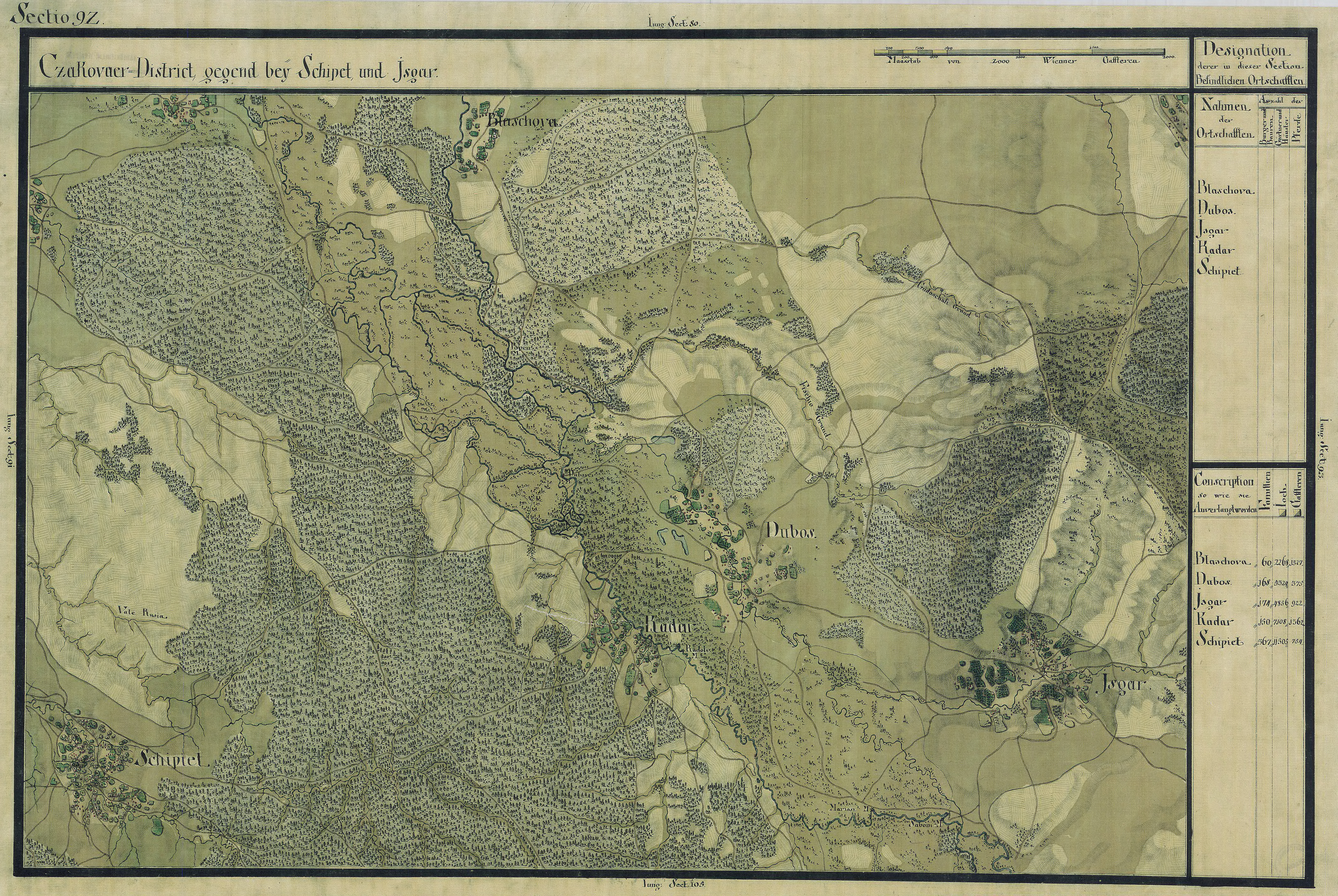
Balázsd egy régi térképen